# IBU-Cup 2010/11
Der IBU-Cup 2010/11 wurde, wie auch schon in den Saisons zuvor, als Unterbau zum Biathlon-Weltcup 2010/11 veranstaltet. Startberechtigt waren nicht nur europäische Starter und Starterinnen. Titelverteidiger im Gesamt-IBU-Cup waren Daniel Graf bei den Männern und Sabrina Buchholz bei den Frauen.

## Männer

### Resultate
| 1. IBU-Cup in Beitostølen, 27. November 2010 – 28. November 2010 | 1. IBU-Cup in Beitostølen, 27. November 2010 – 28. November 2010 | 1. IBU-Cup in Beitostølen, 27. November 2010 – 28. November 2010 | 1. IBU-Cup in Beitostølen, 27. November 2010 – 28. November 2010 | 1. IBU-Cup in Beitostølen, 27. November 2010 – 28. November 2010 |
| ---------------------------------------------------------------- | ---------------------------------------------------------------- | ---------------------------------------------------------------- | ---------------------------------------------------------------- | ---------------------------------------------------------------- |
| Datum                                                            | Disziplin                                                        | Erster Platz                                                     | Zweiter Platz                                                    | Dritter Platz                                                    |
| 27. November 2010 (Sa.)                                          | Sprint (10 km)                                                   | Simon Fourcade                                                   | Rune Brattsveen                                                  | Michael Hauser                                                   |
| 28. November 2010 (Sa.)                                          | Sprint (10 km)                                                   | Ilmārs Bricis                                                    | Wiktor Wassiljew                                                 | Maxim Ichsanow                                                   |

| 2. IBU-Cup in Martell, 11. Dezember 2010 – 12. Dezember 2010 | 2. IBU-Cup in Martell, 11. Dezember 2010 – 12. Dezember 2010 | 2. IBU-Cup in Martell, 11. Dezember 2010 – 12. Dezember 2010 | 2. IBU-Cup in Martell, 11. Dezember 2010 – 12. Dezember 2010 | 2. IBU-Cup in Martell, 11. Dezember 2010 – 12. Dezember 2010 |
| ------------------------------------------------------------ | ------------------------------------------------------------ | ------------------------------------------------------------ | ------------------------------------------------------------ | ------------------------------------------------------------ |
| Datum                                                        | Disziplin                                                    | Erster Platz                                                 | Zweiter Platz                                                | Dritter Platz                                                |
| 11. Dezember 2010 (Sa.)                                      | Einzel (20 km)                                               | Timofei Lapschin                                             | Daniel Böhm                                                  | Alexei Tschurin                                              |
| 12. Dezember 2010 (So.)                                      | Sprint (10 km)                                               | Andrei Makowejew                                             | Artjom Uschakow                                              | Artem Pryma                                                  |

| 3. IBU-Cup in Obertilliach, 17. Dezember 2010 – 18. Dezember 2010 | 3. IBU-Cup in Obertilliach, 17. Dezember 2010 – 18. Dezember 2010 | 3. IBU-Cup in Obertilliach, 17. Dezember 2010 – 18. Dezember 2010 | 3. IBU-Cup in Obertilliach, 17. Dezember 2010 – 18. Dezember 2010 | 3. IBU-Cup in Obertilliach, 17. Dezember 2010 – 18. Dezember 2010 |
| ----------------------------------------------------------------- | ----------------------------------------------------------------- | ----------------------------------------------------------------- | ----------------------------------------------------------------- | ----------------------------------------------------------------- |
| Datum                                                             | Disziplin                                                         | Erster Platz                                                      | Zweiter Platz                                                     | Dritter Platz                                                     |
| 17. Dezember 2010 (Fr.)                                           | Sprint (10 km)                                                    | Markus Windisch                                                   | Ronny Hafsås                                                      | Artjom Uschakow                                                   |
| 18. Dezember 2010 (Sa.)                                           | Verfolgung (12,5 km)                                              | René-Laurent Vuillermoz                                           | Toni Lang                                                         | Kazuya Inomata                                                    |

| 4. IBU-Cup in Nove Mesto, 8. Januar 2011 – 9. Januar 2011 | 4. IBU-Cup in Nove Mesto, 8. Januar 2011 – 9. Januar 2011 | 4. IBU-Cup in Nove Mesto, 8. Januar 2011 – 9. Januar 2011 | 4. IBU-Cup in Nove Mesto, 8. Januar 2011 – 9. Januar 2011 | 4. IBU-Cup in Nove Mesto, 8. Januar 2011 – 9. Januar 2011 |
| --------------------------------------------------------- | --------------------------------------------------------- | --------------------------------------------------------- | --------------------------------------------------------- | --------------------------------------------------------- |
| Datum                                                     | Disziplin                                                 | Erster Platz                                              | Zweiter Platz                                             | Dritter Platz                                             |
| 8. Januar 2011 (Sa.)                                      | Einzel (20 km)                                            | Erik Lesser                                               | Alexei Wolkow                                             | Daniel Böhm                                               |
| 9. Januar 2011 (So.)                                      | Sprint (10 km)                                            | Jewgeni Garanitschew                                      | Toni Lang                                                 | Daniel Böhm Wiktor Wassiljew                              |

| 5. IBU-Cup in Altenberg, 14. Januar 2011 – 15. Januar 2011 | 5. IBU-Cup in Altenberg, 14. Januar 2011 – 15. Januar 2011 | 5. IBU-Cup in Altenberg, 14. Januar 2011 – 15. Januar 2011 | 5. IBU-Cup in Altenberg, 14. Januar 2011 – 15. Januar 2011 | 5. IBU-Cup in Altenberg, 14. Januar 2011 – 15. Januar 2011 |
| ---------------------------------------------------------- | ---------------------------------------------------------- | ---------------------------------------------------------- | ---------------------------------------------------------- | ---------------------------------------------------------- |
| Datum                                                      | Disziplin                                                  | Erster Platz                                               | Zweiter Platz                                              | Dritter Platz                                              |
| 14. Januar 2011 (Fr.)                                      | Sprint (10 km)                                             | Thomas Frei                                                | Wiktor Wassiljew                                           | Jan Olav Gjermundshaug                                     |
| 15. Januar 2011 (Sa.)                                      | Verfolgung (12,5 km)                                       | Jewgeni Garanitschew                                       | Wiktor Wassiljew                                           | Thomas Frei                                                |

| 6. IBU-Cup in Osrblie, 5. Februar 2011 – 6. Februar 2011 | 6. IBU-Cup in Osrblie, 5. Februar 2011 – 6. Februar 2011 | 6. IBU-Cup in Osrblie, 5. Februar 2011 – 6. Februar 2011 | 6. IBU-Cup in Osrblie, 5. Februar 2011 – 6. Februar 2011 | 6. IBU-Cup in Osrblie, 5. Februar 2011 – 6. Februar 2011 |
| -------------------------------------------------------- | -------------------------------------------------------- | -------------------------------------------------------- | -------------------------------------------------------- | -------------------------------------------------------- |
| Datum                                                    | Disziplin                                                | Erster Platz                                             | Zweiter Platz                                            | Dritter Platz                                            |
| 5. Februar 2011 (Sa.)                                    | Einzel (20 km)                                           | Erik Lesser                                              | Robin Kiel                                               | Vasja Rupnik                                             |
| 6. Februar 2011 (So.)                                    | Sprint (10 km)                                           | Erik Lesser                                              | Florian Graf                                             | Pavol Hurajt                                             |

| 7. IBU-Cup in Bansko, 11. Februar 2011 – 12. Februar 2011 | 7. IBU-Cup in Bansko, 11. Februar 2011 – 12. Februar 2011 | 7. IBU-Cup in Bansko, 11. Februar 2011 – 12. Februar 2011 | 7. IBU-Cup in Bansko, 11. Februar 2011 – 12. Februar 2011 | 7. IBU-Cup in Bansko, 11. Februar 2011 – 12. Februar 2011 |
| --------------------------------------------------------- | --------------------------------------------------------- | --------------------------------------------------------- | --------------------------------------------------------- | --------------------------------------------------------- |
| Datum                                                     | Disziplin                                                 | Erster Platz                                              | Zweiter Platz                                             | Dritter Platz                                             |
| 11. Februar 2011 (Fr.)                                    | Sprint (10 km)                                            | Jewgeni Ustjugow                                          | Ivan Joller                                               | Krassimir Anew                                            |
| 12. Februar 2011 (Sa.)                                    | Sprint (10 km)                                            | Jewgeni Ustjugow                                          | Krassimir Anew                                            | Oleg Kolodijtschuk                                        |

| 8. IBU-Cup in Annecy, 11. März 2011 – 13. März 2011 | 8. IBU-Cup in Annecy, 11. März 2011 – 13. März 2011 | 8. IBU-Cup in Annecy, 11. März 2011 – 13. März 2011 | 8. IBU-Cup in Annecy, 11. März 2011 – 13. März 2011 | 8. IBU-Cup in Annecy, 11. März 2011 – 13. März 2011 |
| --------------------------------------------------- | --------------------------------------------------- | --------------------------------------------------- | --------------------------------------------------- | --------------------------------------------------- |
| Datum                                               | Disziplin                                           | Erster Platz                                        | Zweiter Platz                                       | Dritter Platz                                       |
| 10. März 2011 (Do.)                                 | Einzel (20 km)                                      | Ivan Joller                                         | Roman Pryma                                         | Pietro Dutto                                        |
| 12. März 2011 (Sa.)                                 | Sprint (10 km)                                      | Florian Graf                                        | Pietro Dutto                                        | Martin Eng                                          |
| 13. März 2011 (So.)                                 | Verfolgung (12,5 km)                                | Florian Graf                                        | Timofei Lapschin                                    | Martin Eng                                          |

### Wertungen
| Rang | Name                 | Punkte | Siege |
| ---- | -------------------- | ------ | ----- |
| 1    | Wiktor Wassiljew     | 477    |       |
| 2    | Florian Graf         | 407    | 2     |
| 3    | Martin Eng           | 381    | 2     |
| 4    | Ivan Joller          | 358    | 1     |
| 5    | Michael Reiter       | 346    |       |
| 6    | Timofei Lapschin     | 330    | 1     |
| 7    | Claudio Böckli       | 294    |       |
| 8    | Erik Lesser          | 278    | 3     |
| 9    | Artjom Uschakow      | 265    |       |
| 10   | Lars Helge Birkeland | 240    |       |

| Rang | Name                          | Punkte | Siege |
| ---- | ----------------------------- | ------ | ----- |
| 11   | Daniel Böhm                   | 234    |       |
| 12   | Dag Erik Kokkin               | 229    |       |
| 13   | Michael Hauser                | 228    |       |
| 14   | Robin Kiel                    | 223    |       |
| 15   | Alexei Wiktorowitsch Tschurin | 210    |       |
| 16   | Jewgeni Garanitschew          | 201    | 2     |
| 17   | Sven Grossegger               | 201    |       |
| 18   | Dominik Windisch              | 201    | 1     |
| 19   | Rémi Borgeot                  | 200    |       |
| 20   | Daniel Taschler               | 199    |       |

| Rang | Name                 | Punkte | Siege |
| ---- | -------------------- | ------ | ----- |
| 1    | Timofei Lapschin     | 153    | 1     |
| 2    | Florian Graf         | 133    |       |
| 3    | Erik Lesser          | 120    | 2     |
| 4    | Ivan Joller          | 110    | 1     |
| 5    | Daniel Böhm          | 102    |       |
| 6    | Robin Kiel           | 92     |       |
| 7    | Claudio Böckli       | 89     |       |
| 8    | Lars Helge Birkeland | 86     |       |
| 9    | Michael Reiter       | 86     |       |
| 10   | Dag Erik Kokkin      | 82     |       |

| Rang | Name             | Punkte | Siege |
| ---- | ---------------- | ------ | ----- |
| 1    | Wiktor Wassiljew | 289    |       |
| 2    | Martin Eng       | 222    |       |
| 3    | Michael Hauser   | 205    |       |
| 4    | Ivan Joller      | 194    |       |
| 5    | Florian Graf     | 189    | 1     |
| 6    | Michael Reiter   | 188    |       |
| 7    | Artjom Uschakow  | 180    |       |
| 8    | Mattias Nilsson  | 169    |       |
| 9    | Julian Eberhard  | 154    |       |
| 10   | Claudio Böckli   | 150    | 1     |

| Rang | Name                    | Punkte | Siege |
| ---- | ----------------------- | ------ | ----- |
| 1    | Wiktor Wassiljew        | 110    |       |
| 2    | Toni Lang               | 93     |       |
| 3    | Florian Graf            | 85     | 1     |
| 4    | Timofei Lapschin        | 72     |       |
| 5    | Michael Reiter          | 72     |       |
| 6    | Sven Grossegger         | 67     |       |
| 7    | René-Laurent Vuillermoz | 60     | 1     |
| 7    | Jewgeni Garanitschew    | 60     | 1     |
| 9    | Thomas Frei             | 59     |       |
| 10   | Claudio Böckli          | 55     |       |

| Rang | Land                   | Punkte | Siege |
| ---- | ---------------------- | ------ | ----- |
| 1    | Russland               | 5860   | 5     |
| 2    | Österreich             | 4984   |       |
| 3    | Norwegen               | 4690   |       |
| 4    | Deutschland            | 4153   | 4     |
| 5    | Ukraine                | 4021   |       |
| 6    | Schweiz                | 3975   | 2     |
| 7    | Frankreich             | 3621   | 1     |
| 8    | Belarus                | 3492   |       |
| 9    | Schweden               | 3340   |       |
| 10   | Vereinigtes Königreich | 3188   |       |

## Frauen

### Resultate
| 1. IBU-Cup in Beitostølen, 27. November 2010 – 28. November 2010 | 1. IBU-Cup in Beitostølen, 27. November 2010 – 28. November 2010 | 1. IBU-Cup in Beitostølen, 27. November 2010 – 28. November 2010 | 1. IBU-Cup in Beitostølen, 27. November 2010 – 28. November 2010 | 1. IBU-Cup in Beitostølen, 27. November 2010 – 28. November 2010 |
| ---------------------------------------------------------------- | ---------------------------------------------------------------- | ---------------------------------------------------------------- | ---------------------------------------------------------------- | ---------------------------------------------------------------- |
| Datum                                                            | Disziplin                                                        | Erster Platz                                                     | Zweiter Platz                                                    | Dritter Platz                                                    |
| 27. November 2010 (Sa.)                                          | Sprint (7,5 km)                                                  | Uljana Denissowa                                                 | Jewgenija Sedowa                                                 | Selina Gasparin                                                  |
| 28. November 2010 (Sa.)                                          | Sprint (7,5 km)                                                  | Anastassija Kalina                                               | Bente Landheim                                                   | Uljana Denissowa                                                 |

| 2. IBU-Cup in Martell, 11. Dezember 2010 – 12. Dezember 2010 | 2. IBU-Cup in Martell, 11. Dezember 2010 – 12. Dezember 2010 | 2. IBU-Cup in Martell, 11. Dezember 2010 – 12. Dezember 2010 | 2. IBU-Cup in Martell, 11. Dezember 2010 – 12. Dezember 2010 | 2. IBU-Cup in Martell, 11. Dezember 2010 – 12. Dezember 2010 |
| ------------------------------------------------------------ | ------------------------------------------------------------ | ------------------------------------------------------------ | ------------------------------------------------------------ | ------------------------------------------------------------ |
| Datum                                                        | Disziplin                                                    | Erster Platz                                                 | Zweiter Platz                                                | Dritter Platz                                                |
| 11. Dezember 2010 (Sa.)                                      | Einzel (15 km)                                               | Jewgenija Sedowa                                             | Kjersti Isaksen                                              | Nadine Horchler                                              |
| 12. Dezember 2010 (So.)                                      | Sprint (7,5 km)                                              | Natalja Sorokina                                             | Franziska Hildebrand                                         | Gabriela Soukalová                                           |

| 3. IBU-Cup in Obertilliach, 17. Dezember 2010 – 18. Dezember 2010 | 3. IBU-Cup in Obertilliach, 17. Dezember 2010 – 18. Dezember 2010 | 3. IBU-Cup in Obertilliach, 17. Dezember 2010 – 18. Dezember 2010 | 3. IBU-Cup in Obertilliach, 17. Dezember 2010 – 18. Dezember 2010 | 3. IBU-Cup in Obertilliach, 17. Dezember 2010 – 18. Dezember 2010 |
| ----------------------------------------------------------------- | ----------------------------------------------------------------- | ----------------------------------------------------------------- | ----------------------------------------------------------------- | ----------------------------------------------------------------- |
| Datum                                                             | Disziplin                                                         | Erster Platz                                                      | Zweiter Platz                                                     | Dritter Platz                                                     |
| 17. Dezember 2010 (Fr.)                                           | Sprint (7,5 km)                                                   | Gabriela Soukalová                                                | Jewgenija Sedowa                                                  | Carolin Hennecke                                                  |
| 18. Dezember 2010 (Sa.)                                           | Verfolgung (10 km)                                                | Gabriela Soukalová                                                | Carolin Hennecke                                                  | Jewgenija Sedowa                                                  |

| 4. IBU-Cup in Nove Mesto, 8. Januar 2011 – 9. Januar 2011 | 4. IBU-Cup in Nove Mesto, 8. Januar 2011 – 9. Januar 2011 | 4. IBU-Cup in Nove Mesto, 8. Januar 2011 – 9. Januar 2011 | 4. IBU-Cup in Nove Mesto, 8. Januar 2011 – 9. Januar 2011 | 4. IBU-Cup in Nove Mesto, 8. Januar 2011 – 9. Januar 2011 |
| --------------------------------------------------------- | --------------------------------------------------------- | --------------------------------------------------------- | --------------------------------------------------------- | --------------------------------------------------------- |
| Datum                                                     | Disziplin                                                 | Erster Platz                                              | Zweiter Platz                                             | Dritter Platz                                             |
| 8. Januar 2011 (Fr.)                                      | Einzel (15 km)                                            | Natalja Burdyga                                           | Franziska Hildebrand                                      | Juliane Döll                                              |
| 9. Januar 2011 (Sa.)                                      | Sprint (7,5 km)                                           | Juliane Döll                                              | Gabriela Soukalová                                        | Jekaterina Glasyrina                                      |

| 5. IBU-Cup in Altenberg, 14. Januar 2011 – 15. Januar 2011 | 5. IBU-Cup in Altenberg, 14. Januar 2011 – 15. Januar 2011 | 5. IBU-Cup in Altenberg, 14. Januar 2011 – 15. Januar 2011 | 5. IBU-Cup in Altenberg, 14. Januar 2011 – 15. Januar 2011 | 5. IBU-Cup in Altenberg, 14. Januar 2011 – 15. Januar 2011 |
| ---------------------------------------------------------- | ---------------------------------------------------------- | ---------------------------------------------------------- | ---------------------------------------------------------- | ---------------------------------------------------------- |
| Datum                                                      | Disziplin                                                  | Erster Platz                                               | Zweiter Platz                                              | Dritter Platz                                              |
| 14. Januar 2011 (Fr.)                                      | Sprint (7,5 km)                                            | Iris Waldhuber                                             | Nadine Horchler                                            | Susann König                                               |
| 15. Januar 2011 (Sa.)                                      | Verfolgung (10 km)                                         | Iris Waldhuber                                             | Nadine Horchler                                            | Uljana Denissowa                                           |

| 6. IBU-Cup in Osrblie, 5. Februar 2011 – 6. Februar 2011 | 6. IBU-Cup in Osrblie, 5. Februar 2011 – 6. Februar 2011 | 6. IBU-Cup in Osrblie, 5. Februar 2011 – 6. Februar 2011 | 6. IBU-Cup in Osrblie, 5. Februar 2011 – 6. Februar 2011 | 6. IBU-Cup in Osrblie, 5. Februar 2011 – 6. Februar 2011 |
| -------------------------------------------------------- | -------------------------------------------------------- | -------------------------------------------------------- | -------------------------------------------------------- | -------------------------------------------------------- |
| Datum                                                    | Disziplin                                                | Erster Platz                                             | Zweiter Platz                                            | Dritter Platz                                            |
| 5. Februar 2011 (Sa.)                                    | Einzel (15 km)                                           | Jori Mørkve                                              | Olga Abramowa                                            | Marine Bolliet                                           |
| 6. Februar 2011 (So.)                                    | Sprint (7,5 km)                                          | Anastassija Tokarewa                                     | Romana Schrempf                                          | Anastasiya Kuzmina                                       |

| 7. IBU-Cup in Bansko, 11. Februar 2011 – 12. Februar 2011 | 7. IBU-Cup in Bansko, 11. Februar 2011 – 12. Februar 2011 | 7. IBU-Cup in Bansko, 11. Februar 2011 – 12. Februar 2011 | 7. IBU-Cup in Bansko, 11. Februar 2011 – 12. Februar 2011 | 7. IBU-Cup in Bansko, 11. Februar 2011 – 12. Februar 2011 |
| --------------------------------------------------------- | --------------------------------------------------------- | --------------------------------------------------------- | --------------------------------------------------------- | --------------------------------------------------------- |
| Datum                                                     | Disziplin                                                 | Erster Platz                                              | Zweiter Platz                                             | Dritter Platz                                             |
| 11. Februar 2011 (Fr.)                                    | Sprint (7,5 km)                                           | Anastassija Tokarewa                                      | Anna Bogali-Titowez                                       | Anna Sorokina                                             |
| 12. Februar 2011 (Sa.)                                    | Sprint (7,5 km)                                           | Anna Sorokina                                             | Anna Bogali-Titowez                                       | Anastassija Tokarewa                                      |

| 8. IBU-Cup in Annecy, 11. März 2011 – 13. März 2011 | 8. IBU-Cup in Annecy, 11. März 2011 – 13. März 2011 | 8. IBU-Cup in Annecy, 11. März 2011 – 13. März 2011 | 8. IBU-Cup in Annecy, 11. März 2011 – 13. März 2011 | 8. IBU-Cup in Annecy, 11. März 2011 – 13. März 2011 |
| --------------------------------------------------- | --------------------------------------------------- | --------------------------------------------------- | --------------------------------------------------- | --------------------------------------------------- |
| Datum                                               | Disziplin                                           | Erster Platz                                        | Zweiter Platz                                       | Dritter Platz                                       |
| 10. März 2011 (Do.)                                 | Einzel (15 km)                                      | Carolin Hennecke                                    | Karolin Horchler                                    | Jewgenija Sedowa                                    |
| 12. März 2011 (Sa.)                                 | Sprint (7,5 km)                                     | Franziska Hildebrand                                | Juliane Döll                                        | Elisabeth Högberg                                   |
| 13. März 2011 (So.)                                 | Verfolgung (10 km)                                  | Elisabeth Högberg                                   | Juliane Döll                                        | Franziska Hildebrand                                |

### Wertungen
| Rang | Name                  | Punkte | Siege |
| ---- | --------------------- | ------ | ----- |
| 1    | Franziska Hildebrand  | 485    | 1     |
| 2    | Nadine Horchler       | 454    |       |
| 3    | Jekaterina Schumilowa | 408    |       |
| 4    | Carolin Hennecke      | 407    | 1     |
| 5    | Solveig Rogstad       | 404    |       |
| 6    | Jewgenija Sedowa      | 397    | 1     |
| 7    | Uljana Denissowa      | 352    | 1     |
| 8    | Gabriela Soukalová    | 347    | 2     |
| 9    | Susann König          | 339    |       |
| 10   | Juliane Döll          | 314    | 1     |

| Rang | Name                 | Punkte | Siege |
| ---- | -------------------- | ------ | ----- |
| 11   | Julija Dschyma       | 301    |       |
| 12   | Roberta Fiandino     | 245    |       |
| 13   | Jacquemine Baud      | 238    |       |
| 14   | Jori Moerkve         | 234    |       |
| 15   | Jekaterina Glasyrina | 227    |       |
| 16   | Natalja Burdyga      | 221    |       |
| 17   | Marine Bolliet       | 209    |       |
| 18   | Anna Kunajewa        | 208    |       |
| 19   | Iris Waldhuber       | 206    | 2     |
| 20   | Elisabeth Högberg    | 202    | 1     |

| Rang | Name                  | Punkte | Siege |
| ---- | --------------------- | ------ | ----- |
| 1    | Franziska Hildebrand  | 128    |       |
| 2    | Carolin Hennecke      | 124    | 1     |
| 3    | Nadine Horchler       | 121    |       |
| 4    | Elisabeth Högberg     | 103    |       |
| 5    | Gabriela Soukalová    | 91     | 1     |
| 6    | Jekaterina Schumilowa | 81     |       |
| 7    | Solveig Rogstad       | 80     |       |
| 8    | Uljana Denissowa      | 77     |       |
| 9    | Jewgenija Sedowa      | 74     | 1     |
| 10   | Daria Virolaynen      | 71     |       |

| Rang | Name                  | Punkte | Siege |
| ---- | --------------------- | ------ | ----- |
| 1    | Gabriela Soukalová    | 256    | 1     |
| 2    | Uljana Denissowa      | 244    | 1     |
| 3    | Solveig Rogstad       | 244    |       |
| 4    | Franziska Hildebrand  | 201    | 1     |
| 5    | Jewgenija Sedowa      | 191    |       |
| 6    | Nadine Horchler       | 187    |       |
| 7    | Carolin Hennecke      | 182    |       |
| 8    | Jekaterina Schumilowa | 182    |       |
| 9    | Anna Sorokina         | 173    | 1     |
| 10   | Anastassija Tokarewa  | 168    | 2     |

| Rang | Name                  | Punkte | Siege |
| ---- | --------------------- | ------ | ----- |
| 1    | Franziska Hildebrand  | 128    |       |
| 2    | Carolin Hennecke      | 124    |       |
| 3    | Nadine Horchler       | 121    |       |
| 4    | Elisabeth Högberg     | 103    | 1     |
| 5    | Gabriela Soukalová    | 91     |       |
| 6    | Jekaterina Schumilowa | 81     | 1     |
| 7    | Solveig Rogstad       | 80     | 1     |
| 8    | Uljana Denissowa      | 77     |       |
| 9    | Jewgenija Sedowa      | 74     |       |
| 10   | Daria Virolaynen      | 71     |       |

| Rang | Land        | Punkte | Siege |
| ---- | ----------- | ------ | ----- |
| 1    | Russland    | 5982   | 7     |
| 2    | Deutschland | 4212   | 3     |
| 3    | Norwegen    | 4188   | 1     |
| 4    | Ukraine     | 3564   | 1     |
| 5    | Belarus     | 3448   |       |
| 6    | Österreich  | 3360   | 2     |
| 7    | Schweden    | 3251   | 1     |
| 8    | Bulgarien   | 3149   |       |
| 9    | Frankreich  | 2966   |       |
| 10   | Finnland    | 2849   |       |

## Kader

### Deutschland
| Name           | Teilnahmen |
| -------------- | ---------- |
| Robin Belau    | 1          |
| Daniel Böhm    | 6          |
| Benedikt Doll  | 3          |
| Daniel Graf    | 6          |
| Florian Graf   | 11         |
| Peter Hoffmann | 13         |
| Robin Kiel     | 9          |
| Toni Lang      | 6          |
| Erik Lesser    | 6          |
| Manuel Müller  | 10         |
| Michael Rösch  | 4          |
| Felix Schuster | 4          |
| Benjamin Thym  | 4          |

| Name                 | Teilnahmen |
| -------------------- | ---------- |
| Juliane Döll         | 7          |
| Anne Domeinski       | 2          |
| Janin Hammerschmidt  | 2          |
| Maren Hammerschmidt  | 2          |
| Carolin Hennecke     | 13         |
| Franziska Hildebrand | 13         |
| Stefanie Hildebrand  | 2          |
| Karolin Horchler     | 5          |
| Nadine Horchler      | 13         |
| Susann König         | 11         |
| Nicole Wötzel        | 2          |

Sieger im IBU-Cup
1982/83 |
1983/84 |
1984/85 |
1985/86 |
1986/87 |
1987/88 |
1988/89 |
1989/90 |
1990/91 |
1991/92 |
1992/93 |
1993/94 |
1994/95 |
1995/96 |
1996/97 |
1997/98 |
1998/99 |
1999/2000 |
2000/01 |
2001/02 |
2002/03 |
2003/04 |
2004/05 |
2005/06 |
2006/07 |
2007/08 |
2008/09 |
2009/10 |
2010/11 |
2011/12 |
2012/13 |
2013/14 |
2014/15 |
2015/16 |
2016/17 |
2017/18 |
2018/19 |
2019/20 |
2020/21 |
2021/22 |
2022/23 |
2023/24 |
2024/25 |
2025/26